# 11 floréal
11 germinal 11 prairial
Le primidi 11 floréal, officiellement dénommé jour de la rhubarbe, est le 221e jour de l'année du calendrier républicain.
C'était généralement le 30e jour du mois d'avril dans le calendrier grégorien.